# One Piece (serie de televisión de 2023)
One Piece (el título estilizado en mayúsculas) es una serie de televisión basada en el manga homónimo de Eiichirō Oda. Se trata de una adaptación a imagen real desarrollada por Steven Maeda y Matt Owens y producida por Tomorrow Studios y Shūeisha (quien también publica el manga) para la plataforma Netflix.
La serie es dirigida por Marc Jobst, Tim Southam, Emma Sullivan y Josef Kubota Wladyka y protagonizada por Iñaki Godoy, Emily Rudd, Mackenyu, Jacob Gibson y Taz Skylar como reparto coral. Eiichirō Oda trabaja como productor ejecutivo y supervisa la adaptación de la obra original.
One Piece fue estrenada el 31 de agosto de 2023, y se convirtió en la serie de televisión más vista de Netflix (considerando las temporadas individualmente) durante la segunda mitad de 2023. Recibió críticas positivas por parte de los críticos y seguidores de la franquicia, quienes elogiaron las actuaciones, la historia, los efectos visuales y la fidelidad al material original.
Dos semanas después de su estreno, se anunció la renovación de la serie por una segunda temporada en desarrollo, la cual está prevista para estrenarse en 2026. En agosto de 2025, se anunció que la segunda temporada llevaría por título One Piece: Into the Grand Line (One Piece: Rumbo a la Grand Line en España; One Piece: Rumbo a la Gran Ruta en Hispanoamérica), junto con el anuncio de una tercera temporada.

## Argumento
La serie sigue las aventuras de los Piratas de Sombrero de Paja ("Banda de Sombrero de Paja" en España) en busca del "One Piece", un tesoro legendario que convertirá presuntamente a su capitán, Monkey D. Luffy, en el "Rey de los Piratas". Pero la Marina está detrás de su barco y no son la única tripulación que busca el One Piece. Armados con sus habilidades y una amistad inquebrantable, los Piratas de Sombrero de Paja están listos para el viaje y para luchar juntos por sus sueños.

## Reparto

### Principal
- Iñaki Godoy como Monkey D. Luffy: Un muchacho capaz de estirarse como la goma, y que sueña con convertirse en el Rey de los Piratas buscando el One Piece.[r 3]
  - Colton Osorio interpreta a Luffy de joven.[25]
- Emily Rudd como Nami: Una chica experta en robos y en navegación.
  - Lily Fisher interpreta a Nami de joven.
- Mackenyu como Roronoa Zoro: Un espadachín que lucha usando tres espadas, y tiene el propósito de convertirse en el mejor espadachín del mundo.
  - Maximilian Lee Piazza interpreta a Zoro de joven.
- Jacob Gibson como Usopp: Un chico cobarde con afición a las mentiras, pero con una gran puntería.
  - Kevin Saula interpreta a Usopp de joven.
- Taz Skylar como Sanji: Un cocinero muy mujeriego que sueña con encontrar el legendario mar All Blue.[r 4]
  - Christian Convery interpreta a Sanji de joven.
- Morgan Davies como Koby: Un muchacho que fue secuestrado por Alvida y entabla amistad con Luffy, posteriormente uniéndose a la Marina.[26]
- Vincent Regan como Monkey D. Garp: Un peculiar Vicealmirante de la Marina e abuelo de Luffy, quien se convierte en el mentor de Koby.[26]
- Jeff Ward como Buggy: Capitán de una tripulación pirata con temática de circo, en su caso teniendo la apariencia de un payaso, y que tiene la capacidad de separar las partes de su cuerpo.
- Charithra Chandran como Miss Wednesday (temporada 2): Un miembro de Baroque Works.[27]
  - Aroop Shergill la interpreta de joven[28]
- Mikaela Hoover como Tony Tony Chopper (temporada 2): Un reno capaz de hablar y caminar como los humanos, y con conocimientos en medicina.[19]

### Recurrente

#### Introducidos en la temporada 1
- Ilia Isorelýs Paulino como Alvida (temporada 1-2): Capitana pirata a la que Luffy se enfrenta en su viaje.[26]
- Peter Gadiot como Shanks: Pirata que inspiró a Luffy cuando este era niño, y al que regaló su sombrero de paja.[29]
- Ntlanhla Morgan Kutu como Lucky Roux: Miembro de los Piratas del Pelirrojo.
- Laudo Liebenberg como Benn Beckman: Primer oficial de los Piratas del Pelirrojo.
- Stevel Marc como Yasopp: Francotirador y uno de los miembros más veteranos de los Piratas del Pelirrojo.
- Kathleen Stephens como Makino: Amiga de Luffy y Shanks, y dueña de un bar.
- Tamer Burjaq como Higuma: Un bandido que se enfrenta con Shanks.
- Aidan Scott como Helmeppo: Hijo de un capitán de los Marina y que usa las influencias de su padre para hacer lo que quiera.[26]
- Langley Kirkwood como Morgan: Un corrupto capitán de los Marina que abusa de su poder, y padre de Helmeppo.[30]
- Armand Aucamp como Bogard: Miembro de la Marina que acompaña a Garp como su subordinado.
- Sven Ruygrok como Cabaji: Pirata con temática de acróbata al servicio de Buggy.[30]
- McKinley Belcher III como Arlong: Un hombre pez tiburón, capitán de una tripulación pirata que tiene el pueblo de Nami bajo su dominio.
- Jandre le Roux como Kuroobi: Un hombre pez miembro de los Piratas de Arlong.
- Celeste Loots como Kaya: Una chica de clase alta y amiga cercana de Usopp.
- Albert Pretorius como Buchi: Miembro de los Piratas Gato Negro y compañero de combate de Sham.
- Bianca Oosthuizen como Sham: Miembro de los Piratas Gato Negro y compañera de combate de Bucchi. En la serie Sham es un personaje femenino, a diferencia de su homólogo masculino en el manga.
- Alexander Maniatis como Kuro/Klahadore: Mayordomo de Kaya, que en el pasado fue el capitán de los Piratas Gato Negro.
- Craig Fairbrass como Zeff: Antiguo pirata que actualmente es el chef y dueño del Baratie, un restaurante flotante, y figura paterna de Sanji.
- Brashaad Mayweather como Patty: Un cocinero que trabaja en el Baratie, junto a Zeff y Sanji.
- Steven John Ward como Dracule Mihawk: Un pirata reconocido como el mejor espadachín del mundo, y uno de los Siete Señores de la Guerra del Mar.
- Len-Barry Simons como Chu: Un hombre pez miembro de los Piratas de Arlong.[30]
- Chioma Umeala como Nojiko: Hermana adoptiva de Nami.
- Grant Ross como Genzo: Sheriff del pueblo de Nami.
- Rory Acton Burnell como Nezumi: Un capitán de la Marina corrupto que oculta los crímenes de Arlong a cambio de sobornos.

#### Introducidos en la temporada 2
- Callum Kerr como Smoker (temporada 1-2):[n 1] Un capitán de la Marina que quiere capturar a Luffy[31]
- Julia Rehwald como Tashigi: Una oficial de la Marina que actúa como la mano derecha de Smoker[31]
- James Hiroyuki Liao como Ipponmatsu: Un vendedor de espadas.[32]
- Rigo Sanchez como Dragon: Un revolucionario.[32]
- Clive Russell como Crocus: El guardián del faro que se encuentra en la entrada de Red Line.[33]
- Yonda Thomas como Igaram: Miembro de la organización Baroque Works.[32]
- Daniel Lasker como Mr. 9: Miembro de la organización Baroque Works.[34]
- Camrus Johnson como Mr. 5: Miembro de la organización Baroque Works.[34]
- Jazzara Jaslyn como Ms. Valentine: Miembro de la organización Baroque Works.[34]
- Lera Abova como Miss All Sunday: Segunda al mando de la organización Baroque Works.[35]
- Brendan Murray como Brogy: Un gigante que se hace amigo de los Piratas de Sombrero de Paja.[33]
- Werner Coetser como Dorry: Un gigante que se hace amigo de los Piratas de Sombrero de Paja.[33]
- David Dastmalchian como Mr. 3: Miembro de la organización Baroque Works.[34]
- Sophia Anne Caruso como Miss Goldenweek: Miembro de la organización Baroque Works.[36][37]
- Rob Colleti como Wapol: El tiránico rey del Reino de Drum.[31]
- Mark Penwill como Chess: Hombre al servicio de Wapol.[36][37]
- Anton David Jeftha como K.M.: Hombre al servicio de Wapol.[36][37]
- Ty Keogh como Dalton: Un ciudadano del Reino de Drum en contra del reinado de Wapol.[31]
- Katey Sagal como Kureha: Una doctora del Reino de Drum.[38]
- Mark Harelik como Dr. Hiruluk: Un curandero del Reino de Drum y figura paterna de Chopper.[38]
- Sendhil Ramamurthy como Nefertari Cobra: Rey de Arabasta.[39]
- Joe Manganiello como Mr. 0: Líder de la organización Baroque Works.[35]

### Personajes episódicos destacables
- Michael Dorman como Gold Roger:[40] El antiguo Rey de los Piratas, quién escondió el tesoro One Piece en algún lugar del mundo.
- Ben Kgosimore como Mr. 7:[40] Un espadacín que quiso reclutar a Zoro para la organización Baroque Works.
- Kamdyn Gary como Rika:[40] Una niña que vive en Shells Town y que lleva alimento a Zoro.
- Nicole Fortuin como Ririka:[40] Madre de Rika, quien trabaja de camarera en el bar de Shells Town.
- Richard Wright-Firth como Ukkari:[40] Un soldado que sirve a la Base Marina de Shells Town, a quien Nami roba el uniforme.
- Chanté Grainger como Banchina:[41] La fallecida madre de Usopp.
- Audrey Cymone como Shimotsuki Kuina:[42] Amiga fallecida de la infancia de Zoro.
- Nathan Castle como Shimotsuki Koushiro:[42] Maestro de Zoro en el arte de la espada y padre de Kuina.
- Jean Henry como Full Body:[43] Un comensal del Baratie que tiene una discusión con Gally, hasta que Sanji los detiene.[30]
- Nkululeko Chunky Phiri como Gally:[43] Un comensal del Baratie que tiene una discusión con Full Body, hasta que Sanji los detiene.
- Milton Schorr como Don Krieg:[43] Un cruel almirante pirata que fue derrotado por Mihawk.
- Litha Bam como Gin:[43] Un miembro de la tripulación de Don Krieg que fue alimentado por Sanji.
- Genna Galloway como Bellemere:[44] Madre adoptiva de Nami y Nojiko, quien fue asesinada por Arlong.

Adicionalmente, Ian McShane da voz al narrador en el primer episodio.

## Episodios
| Temporada | Temporada | Episodios | Episodios | Lanzamiento original | Lanzamiento original |
| --------- | --------- | --------- | --------- | -------------------- | -------------------- |
|           | 1         | 8         | 8         | 31 de agosto de 2023 | 31 de agosto de 2023 |
|           | 2         | TBA       | TBA       | 2026                 | 2026                 |

### Primera temporada (2023)
| N.º en serie | N.º en temp. | Título                                                                     | Dirigido por         | Escrito por                                                       | Fecha de emisión original |
| --- | ------------ | -------------------------------------------------------------------------- | -------------------- | ----------------------------------------------------------------- | ------------------------- |
| 1 | 1            | «Romance Dawn» «Amanecer de una aventura»                                  | Marc Jobst           | Matt Owens & Steven Maeda                                         | 31 de agosto de 2023      |
| Tras la ejecución del famoso capitán pirata Gold Roger, reconocido como "El Rey de los Piratas", los piratas se han hecho a la mar en busca de su legendario tesoro escondido llamado "One Piece". 22 años después, el recién convertido en pirata Monkey D. Luffy se encuentra entre los que buscan el tesoro y termina en el barco pirata de la capitana cruel Alvida. Conoce a su grumete maltratado, Koby, que en realidad desea unirse a la Infantería de Marina. Usando poderes de elasticidad heredados al comer una Fruta del Diablo, Luffy derrota a Alvida y se va con Koby, donde se dirigen a la base de la Marina ubicada en Shells Town para obtener un mapa de Grand Line. Son testigos del "Cazador de Piratas" Roronoa Zoro defendiendo a una joven de Helmeppo, el hijo del capitán de la Marina Morgan "Mano de Hacha". Como castigo, Zoro será colgado al sol durante siete días. Luffy libera a Zoro después de ver lo bueno en él y luego se topa con Nami, una estafadora que también está detrás del mapa. Los tres se unen para luchar contra Morgan y sus subordinados y derrotarlos rápidamente. Luego, Koby se separa de Luffy después de informarle que se quedará para cumplir su sueño de unirse a la Marina mientras Luffy, Zoro y Nami se llevan la caja fuerte que contiene el mapa. |              |                                                                            |                      |                                                                   |                           |
| 2 | 2            | «The Man in the Straw Hat» «El hombre del sombrero de paja»                | Marc Jobst           | Ian Stokes                                                        | 31 de agosto de 2023      |
| Luffy, Zoro y Nami son capturados por Buggy el Payaso, un capitán pirata que ha encarcelado a la gente de Orange Town en su propio circo personal. Luffy logra tragarse el mapa antes de ser capturado y se entera de los vínculos de Buggy con Shanks, el ídolo de la infancia de Luffy. Un flashback revela que Shanks había rescatado a Luffy de un bandido de la montaña llamado Higuma, pero perdió su brazo en el proceso. Shanks le regaló a Luffy su sombrero de paja para que pueda crear su propia tripulación para superar la tripulación de Shanks y lograr su sueño de ser el Rey de los Piratas. Buggy intenta ahogar a Luffy en un tanque de agua de mar, pero Zoro y Nami, despreciados por el optimismo de Luffy, escapan y lo rescatan. Buggy, que tiene el poder de dividirse en partes, termina con las partes de su cuerpo encerradas en cajas mientras Luffy lo lanza lejos, liberando a la ciudad. Mientras tanto, Koby se encuentra con el vicealmirante Garp, quien deduce que estuvo con piratas antes de unirse a la Marina, pero le permite quedarse debido a su honestidad. A su vez Morgan es castigado por mentir sobre el ataque a la base. Mientras navega, Nami se pone en contacto con alguien para comunicarle que tiene el mapa en su poder. |              |                                                                            |                      |                                                                   |                           |
| 3 | 3            | «Tell No Tales» «No me cuentes historias»                                  | Emma Sullivan        | Matt Owens & Damani Johnson                                       | 31 de agosto de 2023      |
| Necesitados de un barco grande para llegar a Grand Line, la nueva Tripulación de Sombrero de Paja pasa por las islas Gecko en la Villa Syrup para ver si pueden adquirir un barco más grande. Un joven llamado Usopp, que tiene la costumbre de gritar a diario que vienen los piratas, trabaja en el astillero y se entera de que Luffy y su tripulación necesitan un barco. Conociendo a la propietaria, una chica enfermiza llamada Kaya, los lleva a verla para plantearles la posibilidad de venderles un barco, puesto que él y Kaya son buenos amigos, aunque Zoro sospecha algo del mayordomo de Kaya, Klahadore. En otra parte, a Garp le gusta Koby y le pide que se desafíe a sí mismo y a su lealtad a la Marina. Pronto se enteran del paradero de Luffy y Garp le pide a Koby que lidere la carga. Luffy y Usopp entablan amistad porque Luffy conoce al padre de Usopp, Yasopp, mientras que Nami se reúne con Kaya y debaten sus opiniones personales sobre la otra. Se revela que Klahadore es Kuro de los piratas Gato Negro y mata al sirviente de Kaya, Merry. Cuando se enfrenta a Zoro y Usopp, Zoro queda inconsciente mientras Usopp huye en busca de ayuda. Nadie cree en sus gritos excepto Koby, que ha llegado con la Marina. |              |                                                                            |                      |                                                                   |                           |
| 4 | 4            | «The Pirates Are Coming» «¡Vienen los piratas!»                            | Emma Sullivan        | Tiffany Greshler & Tom Hyndman                                    | 31 de agosto de 2023      |
| Después de ser arrojado a un pozo por los subordinados de Kuro, Sham y Buchi, Zoro recuerda su infancia y la muerte de su amiga de la infancia Kuina, quien lo inspiró a alcanzar la meta de ser el mejor espadachín del mundo. Usopp lleva a Koby y los Marines a la casa de Kaya para ayudarla, pero Kuro logra disuadirlos y al mismo tiempo les entrega a un Luffy inconsciente que había comido una sopa envenenada destinada a Kaya. Usopp y Nami corren en ayuda de Kaya, quien tiene problemas para creer que Merry este muerto y que Klahadore es en realidad Kuro, pero rápidamente lo cree una vez que Kuro comienza a atacarla para poder heredar sus astilleros. Zoro rescata a Luffy de los Marines y los dos regresan a la casa con Zoro luchando contra Sham y Buchi, mientras Luffy se enfrenta a Kuro. Luffy y Zoro salen victoriosos, posteriormente huyendo Kuro de la isla, y Kaya los recompensa con un barco recientemente construido al que Luffy llama Going Merry en honor al mayordomo de Kaya. Se invita a Usopp a unirse a la tripulación y al mismo tiempo admite sus sentimientos ante Kaya, quien ahora desea ser médico. A pesar de que Koby no logró capturar a Luffy, Garp le dice que logró sacarlos de la isla. Mientras la Tripulación de Sombrero de Paja continúa su aventura, Garp comienza a atacar su barco y Luffy revela que Garp es su abuelo, para gran shock de su tripulación. |              |                                                                            |                      |                                                                   |                           |
| 5 | 5            | «Eat at Baratie!» «¡Buen provecho en el Baratie!»                          | Tim Southam          | Laura Jacqmin                                                     | 31 de agosto de 2023      |
| Luffy logra disuadir a los Marines haciendo rebotar una de sus balas de cañón en su mástil mientras la Tripulación de Sombrero de Paja escapa a través de la niebla. Mientras la tripulación cuestiona la conexión familiar de Luffy con Garp, terminan en un restaurante flotante llamado Baratie y conocen al chef y camarero Sanji, quien tiene un gran amor por la cocina. Cuando Luffy es incapaz de pagar la cuenta, el dueño Zeff lo pone a trabajar como lavaplatos para pagar sus comidas. Garp contrata a Dracule Mihawk, el maestro espadachín e miembro de un grupo conocido como los "Siete Guerreros del Mar", para capturar a Luffy y entregárselo. Koby lo escucha y Helmeppo le explica que los Siete Guerreros del Mar tienen vínculos ocultos con el gobierno cuando necesitan ensuciarse las manos. Luffy defiende a Sanji cuando Zeff se niega a que cocine. Mihawk llega para atrapar a Luffy, pero Zoro lo desafía a un duelo de espadas para demostrar que es el mejor. Nami considera huir, pero cambia de opinión para apoyar a su amigo. Zoro pierde brutalmente contra Mihawk, quien decide no matarlo y deja a Luffy en paz cuando ve su determinación. Zoro cae inconsciente después de la pelea. |              |                                                                            |                      |                                                                   |                           |
| 6 | 6            | «The Chef and the Chore Boy» «El chef y el chico de las tareas»            | Tim Southam          | Steven Maeda & Diego Gutiérrez                                    | 31 de agosto de 2023      |
| Luffy le pide a Zeff que trate las heridas de Zoro, pero no está seguro de si vivirá. Nami está convencida de hablar con él en un esfuerzo por mantenerlo atado a la vida. Sanji les cuenta a Luffy y Usopp su historia con Zeff y su sueño de encontrar All Blue, un área del océano donde existen todos los peces. Koby se entera de la conexión de Garp y Luffy a través de Mihawk y, mientras convence a Garp de que Luffy nunca cambiará, decide liderar a los Marines para capturarlo de todos modos. El capitan pirata gyojin Arlong aparece de repente en el Baratie con sus esbirros en busca de Luffy, después de haber tomado como rehén la cabeza de Buggy para encontrarlo, ya que escondió su oreja en el sombrero de paja de Luffy. Luffy es brutalmente golpeado y Nami revela que ella es miembro de la tripulación de Arlong, a quien entrega el mapa de Grand Line y se va con él. Luffy cree que ha fracasado como capitán hasta que Zoro recupera la conciencia y los convence de ir tras Nami. Zeff convence a Sanji para que se vaya y se une oficialmente a la Tripulación de Sombrero de Paja. Mientras Zoro y Usopp preguntan cómo encontrar a Arlong, Luffy revela que robó la cabeza de Buggy. |              |                                                                            |                      |                                                                   |                           |
| 7 | 7            | «The Girl with the Sawfish Tattoo» «La chica con el tatuaje de pez sierra» | Josef Kubota Wladyka | Tiffany Greshler, Ian Stokes, Allison Weintraub & Lindsay Gelfand | 31 de agosto de 2023      |
| Luffy y su tripulación llegan al hogar de Nami guiado por Buggy y descubren que el pueblo de Cocoyasi está bajo el control constante de la tiranía de Arlong y sus piratas. Localizan a Nojiko, la hermana mayor adoptiva de Nami, quien revela que las dos perdieron a su madre adoptiva Bellemere a manos de Arlong. Mientras tanto, Garp llega al Baratie y exige respuestas de Zeff sobre el paradero de Luffy y admite que no quiere perder a su nieto de la misma manera que Roger. Koby le cuenta a Helmeppo sobre la relación de Garp con Luffy cuando un camarero les informa dónde está Luffy. Se revela que Arlong está pagando al Capitán de la Marina Nezumi para que guarde silencio sobre sus acciones y promete su intención de destruir a todos los humanos. Se revela que Nami acumuló 100 millones de berris para pagarle a Arlong y salvar Cocoyasi. Sin embargo, Arlong le ordena a Nezumi que adquiera el dinero, para gran horror de Nami. Estando enojada y despesperada, Luffy le dice a Nami que la ayudará mientras él, Zoro, Usopp y Sanji notan que Arlong ahora está atacando Cocoyasi. |              |                                                                            |                      |                                                                   |                           |
| 8 | 8            | «Worst in the East» «Lo peor del este»                                     | Josef Kubota Wladyka | Matt Owens & Steven Maeda                                         | 31 de agosto de 2023      |
| La gente de Cocoyasi decide unirse mientras la Banda de Sombrero de Paja se enfrenta a Arlong y su tripulación en Arlong Park. La batalla continúa con Zoro, Sanji y Usopp eliminando con éxito a varios hombres pez mientras Luffy se enfrenta a Arlong en su torre. En la batalla, Luffy se da cuenta de que la torre contiene gran parte del trabajo de Nami, un enfurecido Luffy derriba toda la torre sobre Arlong, aplastándolo. La Tripulación de Sombrero de Paja celebra su victoria y la liberación de la aldea justo cuando llegan Garp y los Marines. Garp planea capturar a la Tripulación de Sombrero de Paja, pero Luffy se niega a ceder. Garp y Luffy pelean y el primero domina la batalla. A pesar de esto, Luffy se niega a renunciar a su sueño y Garp finalmente cede y ordena a sus Marines atrapar al resto de la tripulación de Arlong. Como venganza por su humillación, Nezumi finalmente publica un cartel de búsqueda para Luffy por todo el mundo, algo que este último siempre quiso. Luffy y Koby se despiden. Más tarde, Garp les informa a Koby y Helmeppo que los entrenará personalmente para ser mejores soldados. Mientras muchos de sus conocidos del pasado ven el cartel de búsqueda de Luffy, los miembros de la Tripulación de Sombrero de Paja declaran sus objetivos futuros. En otra parte, una persona rodeada de humo ve el cartel de búsqueda de Luffy.                        |              |                                                                            |                      |                                                                   |                           |

### Segunda temporada:Into the Grand Line(2026)
| N.º en serie | N.º en temp. | Título                      | Dirigido por | Escrito por             | Fecha de emisión original |
| ------------ | ------------ | --------------------------- | ------------ | ----------------------- | ------------------------- |
| 9            | 1            | «The Beginning and the End» | —            | Matt Owens & Ian Stokes | 2026                      |

## Producción

### Desarrollo
En julio de 2017, el editor en jefe de Weekly Shōnen Jump, Hiroyuki Nakano, anunció que Tomorrow Studios (una asociación entre Marty Adelstein e ITV Studios) y Shueisha comenzarían la producción de una adaptación televisiva de acción real estadounidense de la serie de manga One Piece de Eiichiro Oda como parte de las celebraciones del 20.° aniversario de la serie. Se anunció que Oda actuará como productor ejecutivo de la serie junto con el director ejecutivo de Tomorrow Studios, Adelstein, y Becky Clements. Según se informó, la serie comenzaría con la saga del East Blue. Adelstein también dijo que el costo de producción podría establecer nuevos récords.
En enero de 2020, Oda reveló que Netflix había ordenado una primera temporada inicialmente compuesta por diez episodios. En mayo de 2020, el productor Marty Adelstein reveló que la serie originalmente iba a comenzar a filmarse en Ciudad del Cabo en los Cape Town Film Studios en algún momento alrededor de agosto, pero se había retrasado hasta septiembre debido a la pandemia de COVID-19. También reveló que, durante la misma entrevista, se habían escrito los diez guiones de la serie y que estaba previsto que comenzaran a hacer el casting en algún momento de junio. Sin embargo, el productor ejecutivo y escritor Matt Owens declaró en septiembre de 2020 que el casting aún no había comenzado.
En marzo de 2021, la producción se reanudó y el showrunner Steven Maeda reveló que el nombre en clave de la serie es "Proyecto Roger". En septiembre de 2021, la serie reveló su primer vistazo al logotipo de la serie. Ese mismo mes, se informó que Marc Jobst dirigirá el episodio piloto de la serie; los ejecutivos de Netflix le propusieron dirigir el piloto debido a su relación positiva después de que Jobst dirigiera episodios para series de Netflix como Daredevil, Luke Cage, y The Witcher. Jobst aceptó trabajar en One Piece debido al tono optimista del guion. En febrero de 2022, se anunció que Arisu Kashiwagi será la directora creativa y diseñadora de la identidad de marca del programa, donde creará y diseñará el logotipo y la secuencia del título, etc. En marzo de 2022, junto con el lanzamiento de anuncios de casting adicionales, se dijo que el guionista principal y productor ejecutivo Matt Owens actuaría como co-showrunner junto a Maeda. En junio de 2022, se reveló que Emma Sullivan dirigió episodios de la serie.
El 7 de septiembre de 2023, el director ejecutivo de Tomorrow Studios, Marty Adelstein, reveló que los guiones de la segunda temporada están listos, pero que el rodaje no podría comenzar hasta que se resuelva la huelga SAG-AFTRA de 2023. La presidenta de Tomorrow Studios, Becky Clements, declaró que una vez que puedan comenzar a filmar, esperan que la temporada se estrene aproximadamente entre 12 y 18 meses después. Netflix no anunció formalmente que la serie fue renovada para una segunda temporada hasta el 14 de septiembre. Clements comentó que tuvieron "conversaciones exhaustivas" sobre la segunda temporada con Netflix, Shueisha y Oda, y "conversaciones menos extensas" sobre las temporadas tres a seis. Adelstein y Clements comentaron que con más de 1.080 capítulos de manga, hay al menos doce temporadas de material, por lo que solo seis temporadas solo cubrirían la mitad del total de capítulos del manga. El 23 de abril de 2024, Joe Tracz se unió a la segunda temporada como escritor, productor ejecutivo y co-showrunner junto a Owen, quien regresa como co-showrunner.
En febrero de 2025, el sitio web de Writers Guild of America West incluyó una tercera temporada de One Piece como una producción de 2025-2026, con Matt Owens y Joseph E. Tracz regresando como showrunners y productores ejecutivos. Owens abandonó la serie en marzo de 2025 para centrarse en su salud mental, y Tracz permaneció para supervisar la posproducción de la temporada 2. En agosto de 2025 se publicó el primer adelanto de la segunda temporada, junto con el anuncio oficial de una tercera temporada, la cual contaría con el guionista de la serie Ian Stokes como co-showrunner junto a Tracz.

### Casting

#### Primera temporada
El 14 de noviembre la cuenta de Twitter oficial de Netflix Geeked presentó a los actores seleccionados para conformar el reparto protagónico de su nueva serie de acción real. A través de carteles digitales con la leyenda 'Wanted' (Buscado en Inglés) se daba a conocer que el actor mexicano Iñaki Godoy interpretaría a Monkey D. Luffy, la estadounidense Emily Rudd daría vida a Nami, el actor japonés Mackenyu sería Roronoa Zoro, el estadounidense Jacob Gibson encarnaría a Usopp y el español Taz Skylar sería Sanji. Más tarde, tanto la cuenta de Netflix en Twitter cómo las cuentas de Twitter e Instagram de los actores subieron un video reaccionando al anuncio, viéndose muy emocionados y vistiendo una playera diseñada por Eiichirō Oda. Más tarde, a través de un comunicado proporcionado por el creador del manga Eiichirō Oda, dio algunas declaraciones con respecto a la selección del reparto:

¡Hemos estado trabajando con Netflix y Tomorrow Studios en el proyecto masivo que es la adaptación de la serie de acción real para Hollywood de One Piece! ¿Cuántos años han pasado desde que se anunció, verdad? ¡Sí que sí! ¡Pero tenga la seguridad de que hemos progresado constantemente! ¡No es fácil cuando trabajas con personas de diferentes culturas! ¡Pero es precioso ese proceso el que puede producir algo especial! ¡Por ahora, podemos anunciar el elenco principal! Más bien, debemos apurarnos y anunciarlo o, de lo contrario, se filtrará, ¡aparentemente! Increíble, lol. ¡Su rostro, el tamaño de sus bocas y manos, su aura, la forma en que se comportan, su voz, sus habilidades de actuación, su altura, el equilibrio entre la Tripulación de Sombrero de Paja, etc …!

¡Nos decidimos por este elenco después de numerosas discusiones en las que participaron personas de todo el mundo! ¡Estas son las personas que serán nuestros Piratas de Sombrero de Paja! Tomará un poco más de tiempo terminar el programa, pero continuaremos haciendo nuestro mejor esfuerzo para ofrecer un programa que estamos seguros de que todos disfrutarán en todo el mundo. ¡Esperamos más actualizaciones en el futuro!
—Oda sobre la elección del reparto.

El resto del elenco fue anunciado el día 8 de marzo de 2022 por la cuenta de Twitter Netflix Geeker. En el post, se anunciaba las nuevas incorporaciones para el elenco secundario que incluyó al actor australiano Morgan Davies como Koby, a la dominicana-estadounidense Ilia Isorelýs Paulino como Alvida, a Aidan Scott como Helmeppo, al estadounidense Jeff Ward como Buggy, al afro-estadounidense McKinley Belcher III como Arlong y al británico Vincent Regan como Garp. El también actor británico Peter Gadiot se unió al proyecto el 28 de marzo de 2022 para interpretar a Shanks. Adicionalmente se unieron los británicos Langley Kirkwood y Richard Wright-Firth, como "Axe-Hand" Morgan y Ukkari, y los sudafricanos Sven Ruygrok, Len-Barry Simmons y Jean Henry como Cabaji, Chu y Full Body respectivamente. Celeste Loots se unió como Kaya y Alexander Maniatis como Klahadore. Matt Owens, Steven Maeda y Diego Gutiérrez se encargaron de escribir el guion para la primera temporada.

#### Segunda temporada
El 25 de junio de 2024, Daniel Lasker, Camrus Johnson, Jazzara Jaslyn, y David Dastmalchian, fueron revelados como parte del reparto de la segunda temporada, en los papeles de Mr. 9, Mr. 5, Ms. Valentine, y Mr. 3 respectivamente. Al día siguiente, Clive Russell, Brendan Murray y Werner Coetser fueron anunciados en los papeles de Crocus, Brogy y Dorry, respectivamente. El 27 de junio, Callum Kerr, Julia Rehwald, Rob Colletti y Ty Keogh fueron revelados para los papeles de Smoker, Tashigi, Wapol y Dalton, respectivamente. El 21 de agosto de 2024, Katey Sagal y Mark Harelik fueron revelados para interpretar a Kureha y el Dr. Hiruluk. En el día siguiente, Sendhil Ramamurthy fue revelado para el papel de Nefertari Cobra. El 23 de agosto, Charithra Chandran fue anuncidada en el papel de Miss Wednesday. El 18 de septiembre, Joe Manganiello y Lera Abova fueron revelados como Mr. 0 y Miss All Sunday, respectivamente.
El 14 de enero de 2025, Sophia Anne Caruso, Mark Penwill y Anton David Jeftha fueron anunciados como Miss Goldenweek, Chess y K.M., respectivamente. Al día siguiente, Rigo Sanchez, Yonda Thomas y James Hiroyuki Liao fueron anunciados como Dragon, Igaram e Ipponmatsu, respectivamente. El 31 de mayo de 2025, en Tudum, se anunció que Mikaela Hoover daría voz a Tony Tony Chopper.

### Rodaje
La serie se anunció en enero de 2020, y se comenzaría a filmar en Ciudad del Cabo, Sudáfrica. En abril de 2024 se anunció que el rodaje para la segunda temporada estaba previsto comenzar en junio del mismo año, con la filmación siendo de nuevo en Sudáfrica. El 4 de febrero de 2025 se anunció que la producción había terminado, junto con una nueva imagen de la tripulación protagonista en Loguetown.

## Recepción

### Calificaciones
En su primer fin de semana, la audiencia simultánea del programa en Netflix alcanzó el número uno en 84 países, superando los récords de debut de Netflix previamente establecidos por Stranger Things y Wednesday.
Según Forbes, varios días después del lanzamiento, el índice de audiencia del programa en Rotten Tomatoes del 95% se convirtió en el más alto jamás registrado para un programa de Netflix, con más de 10.000 reseñas de audiencia en el sitio. La crítica profesional le otorgó un 85% con más de 60 críticas especializadas.

### Crítica
La serie obtuvo una recepción mayoritariamente positiva por parte de la crítica. El agregador de reseñas Rotten Tomatoes informa que el 81% de 32 críticos dieron a la serie una reseña positiva, con una calificación promedio de 7,3/10. El consenso de sus críticos afirma: "'One Piece' captura la esencia de su amado material original con una adaptación encantadora y de gran corazón que debería entretener tanto a los fanáticos de toda la vida como a los pacientes recién llegados". En Metacritic, la serie tiene una puntuación promedio ponderada de 67 sobre 100, basada en 16 críticas, lo que indica "críticas generalmente favorables".
Brian Truitt de USA Today le dio a la serie 3/4 estrellas y escribió: "En este enérgico cruce entre Piratas del Caribe y Scott Pilgrim, con un toque de campamento al estilo Doctor Who, un joven grupo de bucaneros sale a buscar busca tesoros perdidos y ayuda a las personas en el camino en una respuesta valiente y de gran corazón a Stranger Things". Angie Han de The Hollywood Reporter escribió: "Al poner su fe en la joie de vivre juvenil de sus personajes, One Piece ofrece suficiente diversión para emocionar al niño interior tanto en preadolescentes como en adultos". Coleman Spilde de The Daily Beast sintió que el programa "sorprende constantemente", aunque "la escritura a veces tiene dificultades para encontrar un punto medio estable entre la demografía de adolescentes y adultos a la que intenta atraer". Spilde afirmó que, como buena adaptación, One Piece es "cautivante incluso para los espectadores que no saben nada sobre el material original".
Kayleigh Dray, por The A.V. Club, vio el programa como una adaptación accesible con "importantes vibraciones de caricaturas de sábado por la mañana". Dray también destacó la cantidad de material original que contiene: "incluso una mirada superficial deja muy claro que se ha puesto mucho amor y cuidado en toda la construcción de su exuberante mundo". Elijah González de Paste pensó que la adaptación tomó la "sabia decisión" de manejar una pequeña cantidad del material original al seguir con "el arco del 'East Blue', que abarca los primeros 100 capítulos del manga y alrededor de 60 episodios del anime". González opinó que esta iteración "incluso ocasionalmente se siente más cohesiva que la original", ya que puede introducir aspectos posteriores antes "para crear un drama general convincente" y "ayudar a ciertas historias de fondo". Angelica Jade Bastién de Vulture escribió que el programa "demuestra su voluntad de conservar lo que hace que la propiedad original sea tan fantástica". Bastién también pensó que los cambios en la adaptación, como revelar la conexión entre Garp y Luffy mucho antes, funcionaron "muy bien". Charles Pulliam-Moore, de The Verge, afirmó que el diseño de producción fue clave para que One Piece se sintiera "como un lugar vivo, con historia en el que puedes entrar" y destacó que "Netflix construyó una serie de decorados enormes y minuciosamente detallados, perfectos para transformarlos en lugares icónicos del mundo de Oda". Moore sintió que siempre es "un poco arriesgado" cuando el programa recrea "imágenes del anime", sin embargo, "muchas de esas apuestas funcionan bien".

### Premios y reconocimientos
| Año  | Organización                                       | Categoría | Nominado/a(s)                                                              | Resultado | ref(s)         |
| ---- | -------------------------------------------------- | --- | -------------------------------------------------------------------------- | --------- | -------------- |
| 2024 | Make-Up Artists and Hair Stylists Guild            | Programación de televisión para niños y adolescentes: Mejor Peinado                                                        | Amanda Ross-McDonald, Vera Alimanova, Odette Rebok, Ermine Kirstein-Venter | Nominadas | [ 95 ]         |
| 2024 | International Film Music Critics Association Award | Mejor banda sonora original para televisión                                                                                | Sonya Belousova y Giona Ostinelli                                          | Nominadas | [ 96 ] [ 97 ]  |
| 2024 | Premios WGA                                        | Televisión: Episódica, Larga Duración y Especiales para Niños                                                              | "Romance Dawn"                                                             | Ganador   | [ 98 ]         |
| 2025 | Children's and Family Emmy Awards                  | Serie Juvenil Destacada | One Piece                                                                  | Nominada  | [ 99 ] [ 100 ] |
| 2025 | Children's and Family Emmy Awards                  | Personalidad Infantil Destacada                                                                                            | Ian McShane                                                                | Nominado  | [ 99 ] [ 100 ] |
| 2025 | Children's and Family Emmy Awards                  | Dirección de arte: Mejor dirección de arte, decoración de escenarios y diseño escénico para un programa de una sola cámara | Jonathan Hely-Hutchinson, Mark Walker, Richard Bridgland, Tom Hannam       | Nominados | [ 99 ] [ 100 ] |
| 2025 | Children's and Family Emmy Awards                  | Casting: Reparto destacado para un programa de acción real                                                                 | Jessica Caldrello, Libby Goldstein, Junie Lowry Johnson, Bonnie Rodini     | Nominados | [ 99 ] [ 100 ] |
| 2025 | Children's and Family Emmy Awards                  | Coreografía y acrobacias: coordinación de acrobacias excepcional para un programa de acción real                           | Frank Spilhaus, Darrell McLean                                             | Ganadores | [ 99 ] [ 100 ] |
| 2025 | Children's and Family Emmy Awards                  | Cinematografía e iluminación: Cinematografía excepcional para un programa de acción real con una sola cámara               | Trevor Michael Brown, Nicole Hirsch Whitaker, Michael Swan, Michael Wood   | Nominados | [ 99 ] [ 100 ] |
| 2025 | Children's and Family Emmy Awards                  | Vestuario, Maquillaje y Peluquería: Diseño de vestuario y estilismo destacados                                             | Hayley Carreira, Jacomina Jankowitz, Diana Cilliers                        | Nominadas | [ 99 ] [ 100 ] |
| 2025 | Children's and Family Emmy Awards                  | Vestuario, Maquillaje y Peluquería: Maquillaje y peluquería destacados                                                     | Marli Kruger, Amanda Ross-McDonald, Jaco Snyman                            | Nominados | [ 99 ] [ 100 ] |
| 2025 | Children's and Family Emmy Awards                  | Música: Dirección musical y composición excepcionales para un programa de acción real                                      | Toko Nagata, Sonya Belousova, Giona Ostinelli                              | Nominados | [ 99 ] [ 100 ] |
| 2025 | Children's and Family Emmy Awards                  | Música: Mejor canción original para programa infantil y juvenil                                                            | "My Sails Are Set" – Sonya Belousova and Giona Ostinelli                   | Ganadora  | [ 99 ] [ 100 ] |
| 2025 | Children's and Family Emmy Awards                  | Efectos visuales y especiales: Efectos visuales destacados para un programa de acción real                                 | Victor Scalise, Scott Ramsey                                               | Nominados | [ 99 ] [ 100 ] |

## Merchandising
En 2025 fueron lanzados varios sets de LEGO basados en escenarios de la primera temporada de la serie, además de figuras LEGO BrickHeadz de Monkey D. Luffy y Buggy el Payaso.